# Kleinepenisregel
De kleinepenisregel (Engels: small penis rule) is een informele strategie gebruikt door schrijvers om lasterrechtszaken te vermijden. In een artikel in de New York Times uit 1998 werd het als volgt beschreven:

(...) For a fictional portrait to be actionable, it must be so accurate that a reader of the book would have no problem linking the two," said Mr. Friedman. Thus, he continued, libel lawyers have what is known as "the small penis rule." One way authors can protect themselves from libel suits is to say that a character has a small penis, Mr. Friedman said. "Now no male is going to come forward and say, 'That character with a very small penis, 'That's me!'

Vertaling:

(...) Om voldoende grond te geven voor een rechtszaak, moet een personage zo accuraat zijn beschreven dat een lezer van het boek geen problemen zal hebben om de link te leggen tussen de twee," aldus dhr. Friedman. Dus, ging hij verder, hebben lasteradvocaten iets wat bekendstaat als "de kleinepenisregel". Een manier waarop schrijvers zich kunnen indekken tegen lasterrechtszaken is door te zeggen dat een karakter een kleine penis heeft, zei dhr. Friedman. "Dan zal geen man zich melden en zeggen 'dat personage met die heel kleine piemel, 'Dat ben ik!' "

In een conflict in 2006 tussen criticus Michael Crowley en schrijver Michael Crichton werd er gerefereerd aan de kleinepenisregel. Crowley stelde dat nadat hij een recensie had geschreven over het boek State of Fear van Crichton, deze hem zou hebben belasterd door in het boek Next een karakter genaamd "Mick Crowley" toe te voegen. In het verhaal is Mick Crowley een kinderverkrachter, die beschreven wordt als een journalist die woont in Washington en gestudeerd heeft aan Yale, met een kleine penis.